# Bank of the West Classic 2009
Bank of the West Classic 2009 — тенісний турнір, що проходив на відкритих кортах з твердим покриттям. Це був 38-й за ліком Silicon Valley Classic. Належав до турнірів WTA Premier в рамках Туру WTA 2009. Відбувся в Taube Tennis Center у Стенфорді (США) і тривав з 27 липня до 2 серпня 2009 року.

## Учасниці
| Гравчиня           | Рейтинг Туру WTA* | Сіяна |
| ------------------ | ----------------- | ----- |
| Серена Вільямс     | 2                 | 1     |
| Вінус Вільямс      | 3                 | 2     |
| Олена Дементьєва   | 4                 | 3     |
| Єлена Янкович      | 6                 | 4     |
| Надія Петрова      | 10                | 5     |
| Домініка Цібулкова | 12                | 6     |
| Агнешка Радванська | 14                | 7     |
| Маріон Бартолі     | 15                | 8     |

- Рейтинг подано станом на 20 липня 2009.

### Інші учасниці
Нижче подано учасниць, що отримали вайлд-кард на вихід в основну сітку
- Гіларі Барт
- Стефані Дюбуа

Нижче наведено гравчинь, які пробились в основну сітку через стадію кваліфікації:
- Мелані Уден
- Алла Кудрявцева
- Анджела Гейнс
- Лілія Остерло

## Фінальна частина

### Одиночний розряд
Маріон Бартолі —  Вінус Вільямс, 6–2, 5–7, 6–4
- Для Бартолі це був 2-й титул за сезон, і 5-й — за кар'єру.

### Парний розряд
Серена Вільямс /  Вінус Вільямс —  Чжань Юнжань /  Моніка Нікулеску, 6–4, 6–1